# Guecellone V da Camino
Guecellone V da Camino (1208 circa – 1242) è stato un nobile italiano.

## Biografia
Nacque da Biaquino II, è considerato il capostipite del cosiddetto ramo "di sotto" o "inferiore" dei Caminesi; non è noto il nome della madre.
A seguito della morte del padre, crociato, avvenuta in Terrasanta dopo il 1220, secondo le disposizioni di quest'ultimo fu affidato con il fratello Tolberto II allo zio Tolberto, personalità di spicco nella vita pubblica di Treviso. Attorno al 1227-28, tuttavia, la famiglia fu costretta ad abbandonare la città per l'irrompere nella scena politica di Ezzelino III da Romano.
Il "Tiranno" infatti, bandito da Verona, si era trasferito a Treviso da dove iniziò gli scontri con il vescovo di Feltre e Belluno, il comune di Padova e il patriarca di Aquileia Bertoldo. I Caminesi si schierarono dalla parte di questi ultimi ma persero di conseguenza il castello di Oderzo.
La situazione si fece ancor più grave quando Guecellone risultò coinvolto nell'assassinio di Marino Dandolo, già podestà di Treviso e candidato al dogato. Indicato come mandante del delitto, il governo ezzeliniano della città confiscò tutti i beni che la famiglia possedeva nella Marca, mentre la Repubblica di Venezia chiedeva la condanna dei colpevoli a severe punizioni.
Guecellone, frattanto, si associava al cugino Biaquino III aderendo alla lega formata dalle città di Conegliano, Ceneda e Padova, cui si aggiunsero il vescovo di Ceneda, il patriarca di Aquileia e la città di Vicenza. I due furono protagonisti del sanguinoso conflitto che oppose questa alleanza ai Trevigiani, ai Veronesi, ai da Romano e al conte di Vicenza.

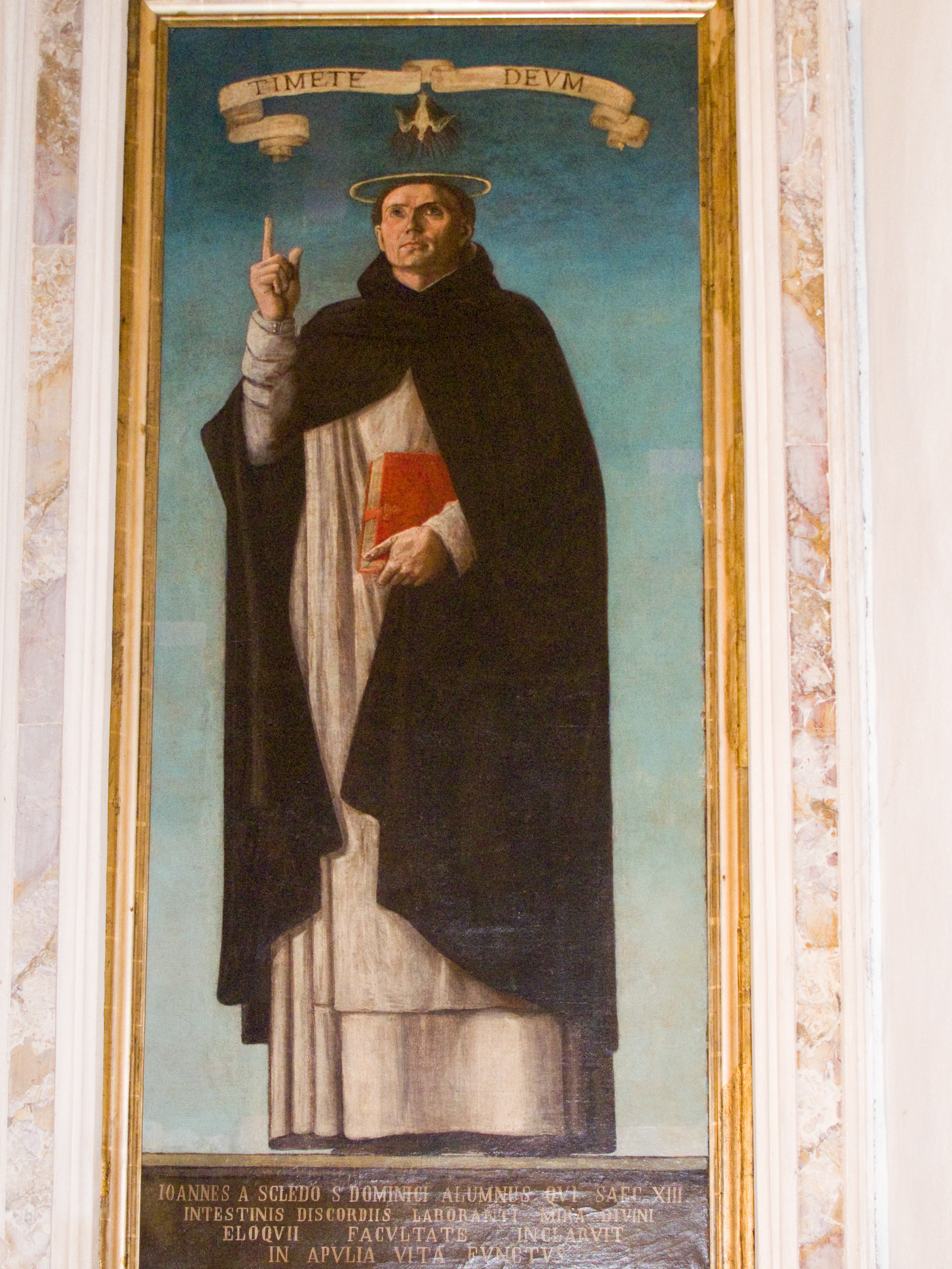
Giovanni da Schio, tela attribuibile a Giovanni Bellini. Vicenza, Chiesa di Santa Corona.

Nel 1233 si ebbe una breve interruzione della guerra: il frate Giovanni da Schio, noto predicatore, fu infatti chiamato a porre fine allo scontro emettendo un arbitrato a cui le parti promisero di aderire. La sentenza, pronunciata nell'agosto di quell'anno, imponeva, dal canto dei Caminesi, di sottomettersi a Treviso cedendo alla città i loro beni distribuiti nel territorio di Conegliano e ricevendo in cambio un risarcimento in denaro.
La proposta venne rifiutata da entrambe le fazioni e gli scontri ripresero con maggior vigore. Nei mesi successivi le sorti del conflitto sembrarono vertere a favore di Ezzelino, in quanto quest'ultimo aveva occupato il castello di Camino e portato lo stesso Guecellone in catene a Treviso. Ma l'inaspettata rivolta anti-ezzeliniana scoppiata in città, forse fomentata proprio dai Caminesi, capovolse la situazione politica nella Marca: l'11 settembre 1235 Treviso e Padova giunsero a un accordo che riprendeva la sentenza di frate Giovanni. Guecellone fu quindi costretto a sottomettersi a Treviso ma la città, ormai libera dalla signoria di Ezzelino e passata in campo guelfo, gli concesse rilevanti cariche pubbliche.
Gli anni successivi furono segnati dal passaggio nella fazione anti-ezzeliniana di Alberico da Romano. Nel 1239 quest'ultimo si impadronì di Treviso e Guecellone fu uno dei suoi più fedeli alleati. Negli anni 1240-41 i due ricoprirono la carica di podestà di Treviso; una co-reggenza che rappresenta un unicum nella storia della città. I due, diventati anime della lega guelfa, respinsero più volte gli attacchi del "Tiranno", ma il riavvicinamento di Alberico alla propria famiglia di origine causò l'emarginazione dei Caminesi alla guida della città.
Ebbe buoni rapporti con papa Gregorio IX che invitò più volte lui e Biaquino al concilio ecumenico che avrebbe dovuto tenersi a Roma nel marzo 1241. Il pontefice, inoltre, gli confermò i feudi della Chiesa di Belluno, quali i castelli di Oderzo e Fregona. Altri feudi si trovavano nel comitato di Ceneda, nonché nel patriarcato di Aquileia. Infine, ebbe in eredità metà del patrimonio dello zio Gabriele, morto senza figli.
Fece testamento a Chioggia, dove si era recato su incarico di Alberico da Romano, il 14 ottobre 1242. Morì probabilmente poco dopo, e fu sepolto nell'abbazia di Follina.
Va ricordato, infine, che Guecellone e il cugino Biaquino III sarebbero stati i protagonisti, nel 1233, di una spartizione dei beni di famiglia e della conseguente divisione della stessa in due rami, evento la cui veridicità è stata pesantemente messa in dubbio dagli storici contemporanei.

## Discendenza
A Guecellone sono attribuiti cinque figli, avuti da Aczola di Collalto, che ebbero scarso peso nelle vicende del casato:
- Biaquino IV;
- Aica;
- Rizzardo III;
- Tommasina;
- Agnese.